# Juršinci
Juršinci (in tedesco Georgendorf) è un comune di 2 397 abitanti della Slovenia nord-orientale.